# 倫道夫·卡特
倫道夫·卡特（英語：Randolph Carter）是在霍華德·菲利普·洛夫克拉夫特的作品中登場的虛構人物，於《倫道夫·卡特的供述》首次登場。
此角色有不少特質都與作者洛夫克拉夫特十分近似，故被認為原型就是洛夫克拉夫特本人。

## 角色
倫道夫·卡特於1874年出生於美國麻薩諸塞州阿卡姆鎮，其先祖包括活躍於伊莉莎白一世時期的倫道夫·卡特爵士和為躲避塞勒姆巫審而移居阿卡姆的艾德蒙·卡特。一戰期間，倫道夫·卡特加入法國外籍兵團參戰，受了重傷。1919年，他與朋友哈利·華倫在共同調查一處古老墓穴時，華倫失蹤。
1928年10月，倫道夫·卡特失蹤，失蹤時身上帶著祖傳的銀鑰匙。